# Morpho absoloni
Espèce
Morpho absoloni est une espèce d'insectes lépidoptères (papillons) de la famille des nymphalidés, sous-famille des Morphinae, tribu des Morphini et genre Morpho.

## Dénomination
Morpho absoloni a été décrit par May en 1924.

## Description
Morpho absoloni est un grand papillon d'une envergure d'environ 100 mm au corps noir, aux ailes antérieures à bord externe concave, au dessus des ailes bleu métallisé fluorescent, avec une marque noire à l'apex des ailes antérieures.
Le revers est marron orné d'une ligne d'ocelles.

## Écologie et distribution
Morpho absoloni est présent au Brésil et au Pérou.

### Protection
Pas de statut de protection particulier.